# Louis Henry

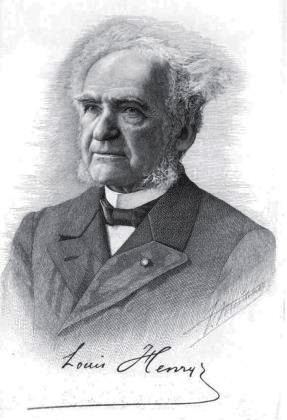

Louis Henry (* 26. Dezember 1834 in Marche-en-Famenne; † 3. September 1913 in Löwen) war ein belgischer Chemiker.
Henry war von Jugend an Naturphänomenen interessiert und studierte in Lüttich und bei Justus von Liebig in Gießen. Er war von 1863 bis 1899 als Nachfolger seines Lehrers Martin Martens Professor für Chemie in Löwen. Seit Dezember 1865 war er korrespondierendes und seit Dezember 1886 volles Mitglied der Académie royale des Sciences, des Lettres et des Beaux-Arts de Belgique. 1905 wurde er als korrespondierendes Mitglied in die Académie des sciences aufgenommen.
Er war als Anhänger der Atomhypothese und, trotz eingeschränkter Forschungsmöglichkeiten, an der Entwicklung der modernen Strukturtheorie der organischen Chemie beteiligt, die sich zu seiner Zeit unter anderem durch August Kekulé stürmisch entwickelte. Unter anderem bestätigte er Kekulé´s Entdeckung der Vierwertigkeit von Kohlenstoff. Er synthetisierte Dipropargyl, ein Isomer des Benzol, was ihm international Anerkennung verschaffte.
Nach ihm ist die Henry-Reaktion, die Kondensation α-CH-acider Nitroalkane mit Carbonylverbindungen, benannt.